# Gustav Rau
Gustav Adolf Friedrich Gottfried Rau (Francoforte sul Meno, 20 febbraio 1878 – ...) è stato un ostacolista tedesco.
Partecipò alle gare di atletica leggera dei Giochi della II Olimpiade che si svolsero a Parigi nel 1900. Prese parte ai 200 metri ostacoli, classificandosi quinto nella prima batteria e venendo così eliminato.